# Prix de la Souris Mathusalem

Le logo officiel du Mprize

Le prix de la Souris Mathusalem (anglais : Methuselah Mouse Prize ou M Prize) est un prix créé en 2003 qui encourageait les recherches visant le ralentissement radical du vieillissement, ou même le rajeunissement. Si la fondation existe toujours, son site ne fait plus mention de ce prix en 2021.

## Principe
L'objectif du prix est de stimuler la recherche autour du ralentissement voir de l'inversion du processus de vieillissement cellulaire.
Le prix a été lancé avec un fonds de 4 millions de dollars collectés auprès de particuliers ou de sociétés. La Methuselah Foundation attribue des récompenses aux chercheurs qui repoussent les limites de l'âge chez la souris jusqu'à des durées sans précédent. Le M Prize est nommé d'après Mathusalem, un patriarche de la Bible dont il est dit qu'il aurait vécu 969 ans.
Le biogérontologue Aubrey de Grey a cofondé ce projet (avec David Gobel). Le M Prize a été présenté par de nombreux médias, dont la BBC et le New York Times et a doublé entre août 2005 (1,5 million de dollars) et novembre 2005 (3 millions de dollars).
Sa conception s'inspire du Ansari X Prize, qui a accéléré le lancement dans l'espace d'un véhicule spatial habité réutilisable, à des prix bien moindres que ceux liés à des projets similaires de la NASA (remporté par SpaceShipOne le 4 octobre 2004). La X Prize Foundation fait d'ailleurs partie des donateurs.

## Organisation du prix et records actuels
La Fondation offre pour le moment deux récompenses : le prix longévité, qui encourage l'accroissement de l'espérance de vie totale, et le prix rajeunissement, qui se concentre sur les interventions commencées à un âge plus avancé. Ces deux prix sont alimentés par les dons. Quand un record est battu, les chercheurs reçoivent une récompense basée sur l'importance de la réserve financière du moment et le pourcentage de durée de vie gagné depuis le record précédent.
Le prix longévité autorise toutes sortes d'interventions, dont les croisements d'espèces de souris et les manipulations génétiques. Il suffit de présenter une seule souris. En 2005, le record était détenu par une souris dont le récepteur d'hormone de croissance avait été rendu inopérant : 1819 jours (presque 5 ans).
Le prix rajeunissement exige des études soutenues par un groupe d'experts scientifiques indépendants, portant sur au moins 40 animaux, 20 traités et 20 servant de contrôles (non traités pour la comparaison). Le traitement ne peut commencer qu'à partir de la moitié de la vie, et c'est la durée moyenne de la vie des plus vieilles souris (10 % de l'ensemble) qui est utilisée pour le record. En 2005, un record a été obtenu grâce à la restriction calorique : 1356 jours (à peu près 3,7 ans).
La relativement courte espérance de vie naturelle de ces souris constitue un avantage, puisqu'on peut tester les méthodes plus rapidement. D'autres espèces ont une espérance de vie naturelle supérieure, et sont donc exclues de la compétition (par exemple, des souris dont les grands-parents ont été capturés dans la nature : 4 ans).

## Objectifs et attentes
De Grey a déclaré en mars 2005 : « Si nous voulons développer de vraies thérapies régénératives qui ne bénéficieront pas seulement aux futures générations, mais aussi à ceux d'entre nous qui sont vivants aujourd'hui, nous devons encourager les scientifiques à travailler sur le problème du vieillissement. ». William Haseltine, le pionnier du séquençage du génome humain, a déclaré au sujet du prix de la Souris Mathusalem : « Il n'y a aucun effort comparable à celui-ci, et il a déjà significativement contribué à la prise de conscience que la médecine régénérative est une réalité très proche, pas une hypothèse ».
La fondation pense que quand le ralentissement ou l'inversion du vieillissement cellulaire sera obtenu chez la souris, de très grands investissements pour transposer chez l'être humain les techniques développées deviendront disponibles – peut-être sous la forme d'un projet gouvernemental d'ampleur, comparable au Projet génome humain, ou encore grâce à des entreprises privées.
De ses recherches en biogérontologie, De Grey tire la conclusion qu'il y a sept causes profondes au vieillissement humain, ou (dans sa formulation) « l'ensemble des effets secondaires du métabolisme qui s'accumulent jusqu'à nous tuer. », et qu'elles sont toutes les sept réversibles. Entre autres, elles incluent l'atrophie cellulaire, la mort cellulaire, et les mutations indésirables. De Grey a développé une stratégie de recherche intitulée SENS, mais toutes les approches efficaces peuvent être récompensées par le Prix de la Souris Mathusalem.
David Gobel a déclaré : « Historiquement, ce genre de prix a produit 50 dollars d'investissement pour chaque dollar dans le prix. Le M Prize est un accélérateur de progrès parce qu'il change profondément la perception que le public a de l'inversion du processus du vieillissement : il ne s'agit plus de savoir "si" elle sera possible, mais "quand" elle sera possible. Il crée une ligne d'arrivée que n'importe qui peut franchir en premier. [...] Pour la première fois dans l'histoire, le contrôle du vieillissement est possible. Je peux laisser à mes enfants un héritage en argent ou en vie. Qu'allez-vous choisir ? ».